# Гайанский доллар
Гайа́нский до́ллар (англ. dollar) — национальная валюта государства Гайана. Один доллар формально равен 100 центам, однако монеты в центах, выпускавшиеся в 1967—1992 годах, в настоящее время не используются. Международное обозначение — G$ и GYD.

## Монеты
В обращении с 26 мая 1996 года находятся монеты номиналом 1, 5 и 10 долларов. 1 и 5 долларов имеют круглую форму, 10 долларов — форму скруглённого 7-угольника.
| Изображение | Номинал     | Материал             | Диаметр (мм) | Толщина (мм) | Масса (г) | Гурт     | Реверс                    | Годы выпуска                            |
| ----------- | ----------- | -------------------- | ------------ | ------------ | --------- | -------- | ------------------------- | --------------------------------------- |
|             | 1 доллар    | сталь, плак. медью   | 17           | 1,65         | 2,4       | рубчатый | сбор риса                 | 1996 2001 2002 2005 2008 2011 2012 2015 |
|             | 5 долларов  | сталь, плак. медью   | 20,5         | 1,8          | 3,75      | рубчатый | сахарный тростник         | 1996 2002 2005 2008 2009 2011 2012 2015 |
|             | 10 долларов | сталь, плак. никелем | 23           | 1,8          | 5         | рубчатый | традиционная золотодобыча | 1996 2007 2009 2011 2013                |

## Банкноты
В обороте находятся банкноты номиналом 20, 50, 100, 500, 1000, 2000 и 5000 долларов. Год выпуска на банкнотах не обозначен.
| Банкноты образца 1965—2022 годов | Банкноты образца 1965—2022 годов | Банкноты образца 1965—2022 годов | Банкноты образца 1965—2022 годов | Банкноты образца 1965—2022 годов | Банкноты образца 1965—2022 годов                  | Банкноты образца 1965—2022 годов                                                       | Банкноты образца 1965—2022 годов | Банкноты образца 1965—2022 годов |
| Изображение                      | Изображение                      | Номинал (долларов)               | Размеры (мм)                     | Основные цвета                   | Описание                                          | Описание                                                                               | Даты                             | Даты                             |
| Лицевая сторона                  | Оборотная сторона                | Номинал (долларов)               | Размеры (мм)                     | Основные цвета                   | Лицевая сторона                                   | Оборотная сторона                                                                      | Печати                           | Изьъятия                         |
| -------------------------------- | -------------------------------- | -------------------------------- | -------------------------------- | -------------------------------- | ------------------------------------------------- | -------------------------------------------------------------------------------------- | -------------------------------- | -------------------------------- |
|                                  |                                  | 1                                | 156×65                           | красный                          | Эмблема Банка Гайаны и водопад Кайетур            | Польдер и сцена уборки риса                                                            | 1965—1992                        | 31 декабря 1996                  |
|                                  |                                  | 5                                | 156×65                           | зелёный                          | Эмблема Банка Гайаны и водопад Кайетур            | Сцена уборки сахарного тростникаи строительный кран                                    | 1965—1992                        | 31 декабря 1996                  |
|                                  |                                  | 10                               | 156×65                           | коричневый                       | Эмблема Банка Гайаны и водопад Кайетур            | Сцена добычи бокситов и алюминиевый завод                                              | 1965—1992                        | 31 декабря 1996                  |
|                                  |                                  | 20                               | 156×65                           | фиолетовый                       | Эмблема Банка Гайаны и водопад Кайетур            | Судостроительная верфь и паром «Малали»                                                | 1965—1989                        | В обращении                      |
|                                  |                                  | 20                               | 156×65                           | коричневый                       | Эмблема Банка Гайаны и водопад Кайетур            | Судостроительная верфь и паром «Малали»                                                | 1989                             | В обращении                      |
|                                  |                                  | 20                               | 156×65                           | коричневый                       | Эмблема Банка Гайаны и водопад Кайетур            | Судостроительная верфь и паром «Малали»                                                | 1996—2018                        | В обращении                      |
|                                  |                                  | 50                               | 156×65                           | коричневый                       | Эмблема Банка Гайаны и стилизованная карта страны | Национальный цветок Виктория амазонская, ветка дерева, карта на флаге, голуби в полете | 2016                             | В обращении                      |
|                                  |                                  | 100                              | 156×65                           | фиолетовый голубой               | Эмблема Банка Гайаны и стилизованная карта страны | Кафедральный собор Св. Георгия в Джорджтауне                                           | 1989                             | В обращении                      |
|                                  |                                  | 100                              | 156×65                           | фиолетовый голубой               | Эмблема Банка Гайаны и стилизованная карта страны | Кафедральный собор Св. Георгия в Джорджтауне                                           | 1999—2005                        | В обращении                      |
|                                  |                                  | 100                              | 156×65                           | фиолетовый зелёный               | Эмблема Банка Гайаны и стилизованная карта страны | Кафедральный собор Св. Георгия в Джорджтауне                                           | 2005—2022                        | В обращении                      |
|                                  |                                  | 500                              | 156×65                           | красный фиолетовый               | Эмблема Банка Гайаны и стилизованная карта страны | Здание Национальной ассамблеи                                                          | 1992                             | В обращении                      |
|                                  |                                  | 500                              | 156×65                           | красный фиолетовый               | Эмблема Банка Гайаны и стилизованная карта страны | Здание Национальной ассамблеи                                                          | 1996                             | В обращении                      |
|                                  |                                  | 500                              | 156×65                           | красный фиолетовый               | Эмблема Банка Гайаны и стилизованная карта страны | Здание Национальной ассамблеи                                                          | 2000                             | В обращении                      |
|                                  |                                  | 500                              | 156×65                           | красный фиолетовый               | Эмблема Банка Гайаны и стилизованная карта страны | Здание Национальной ассамблеи                                                          | 2011—2024                        | В обращении                      |
|                                  |                                  | 1000                             | 156×65                           | зелёный розовый                  | Эмблема Банка Гайаны и стилизованная карта страны | Здание Банка Гайаны                                                                    | 1996                             | В обращении                      |
|                                  |                                  | 1000                             | 156×65                           | зелёный розовый                  | Эмблема Банка Гайаны и стилизованная карта страны | Здание Банка Гайаны                                                                    | 2000—2005                        | В обращении                      |
|                                  |                                  | 1000                             | 156×65                           | зелёный розовый                  | Эмблема Банка Гайаны и стилизованная карта страны | Здание Банка Гайаны                                                                    | 2005—2009                        | В обращении                      |
|                                  |                                  | 1000                             | 156×65                           | зелёный розовый                  | Эмблема Банка Гайаны и стилизованная карта страны | Здание Банка Гайаны                                                                    | 2011—2024                        | В обращении                      |
|                                  |                                  | 2000                             | 156×65                           | красный жёлтый зелёный           | Эмблема Банка Гайаны и стилизованная карта страны | Узор Вай-Вай и шесть детей разных этнических рас                                       | 2021                             | В обращении                      |
|                                  |                                  | 5000                             | 156×65                           | зелёный                          | Эмблема Банка Гайаны и стилизованная карта страны | Горы, река и птица                                                                     | 2011—2022                        | В обращении                      |